# Hans Dahme

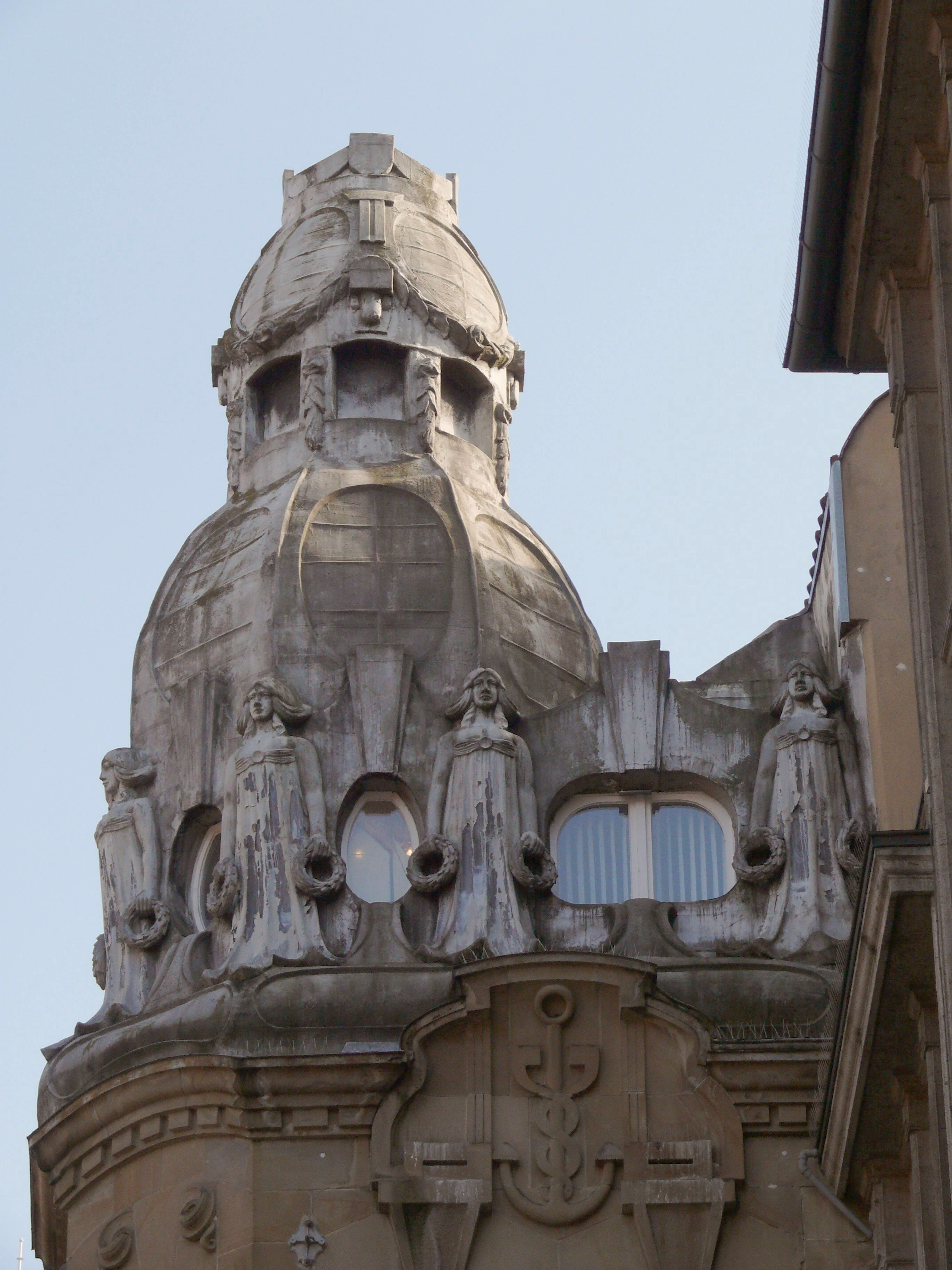
Jugendstilhaus, datiert 1907, heute Apotheke, Konstanz, Rosgartenstraße 16. Inschrift: „Hans Dahme / Architekt / 1907“

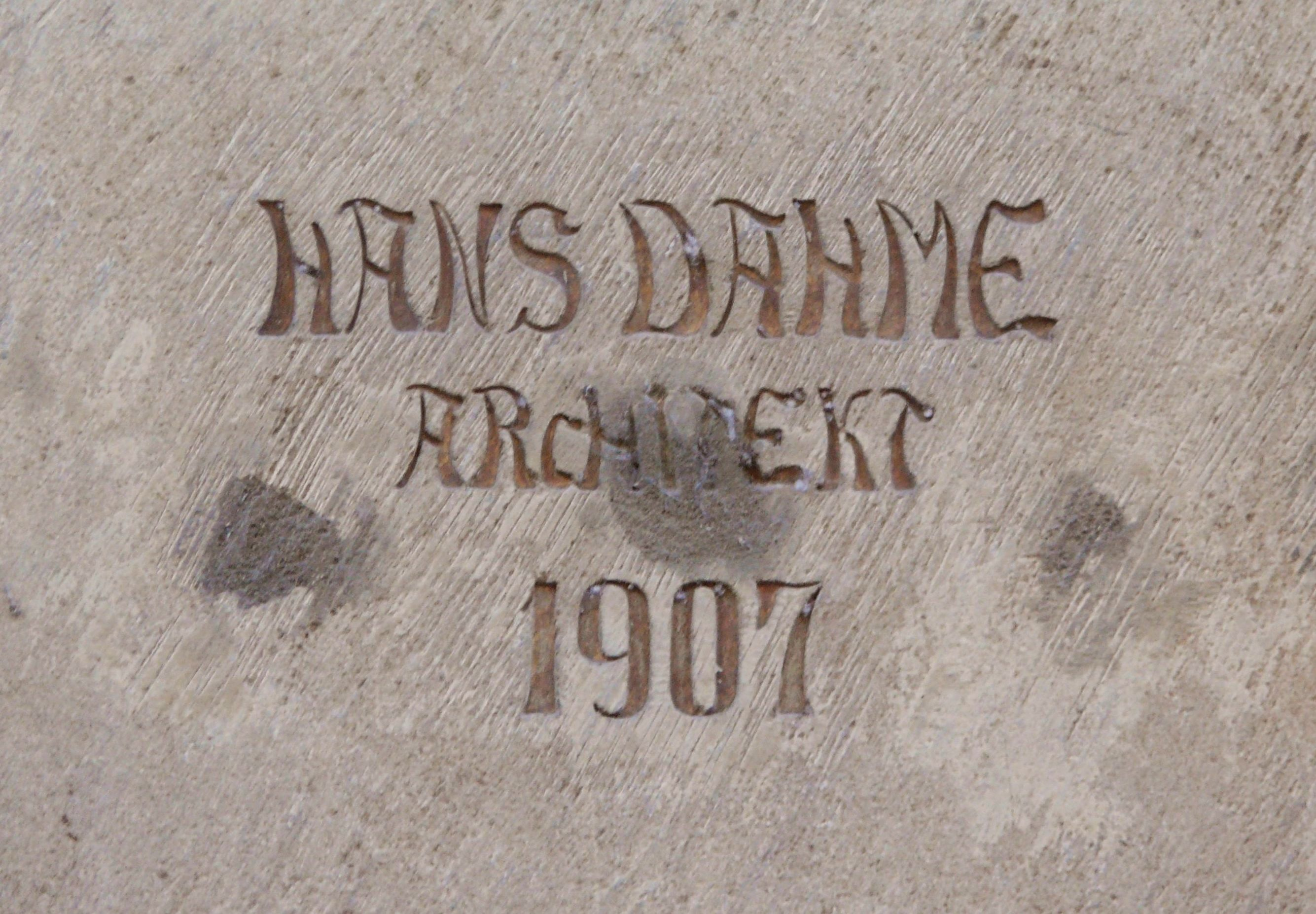
Inschrift: „Hans Dahme / Architekt / 1907“

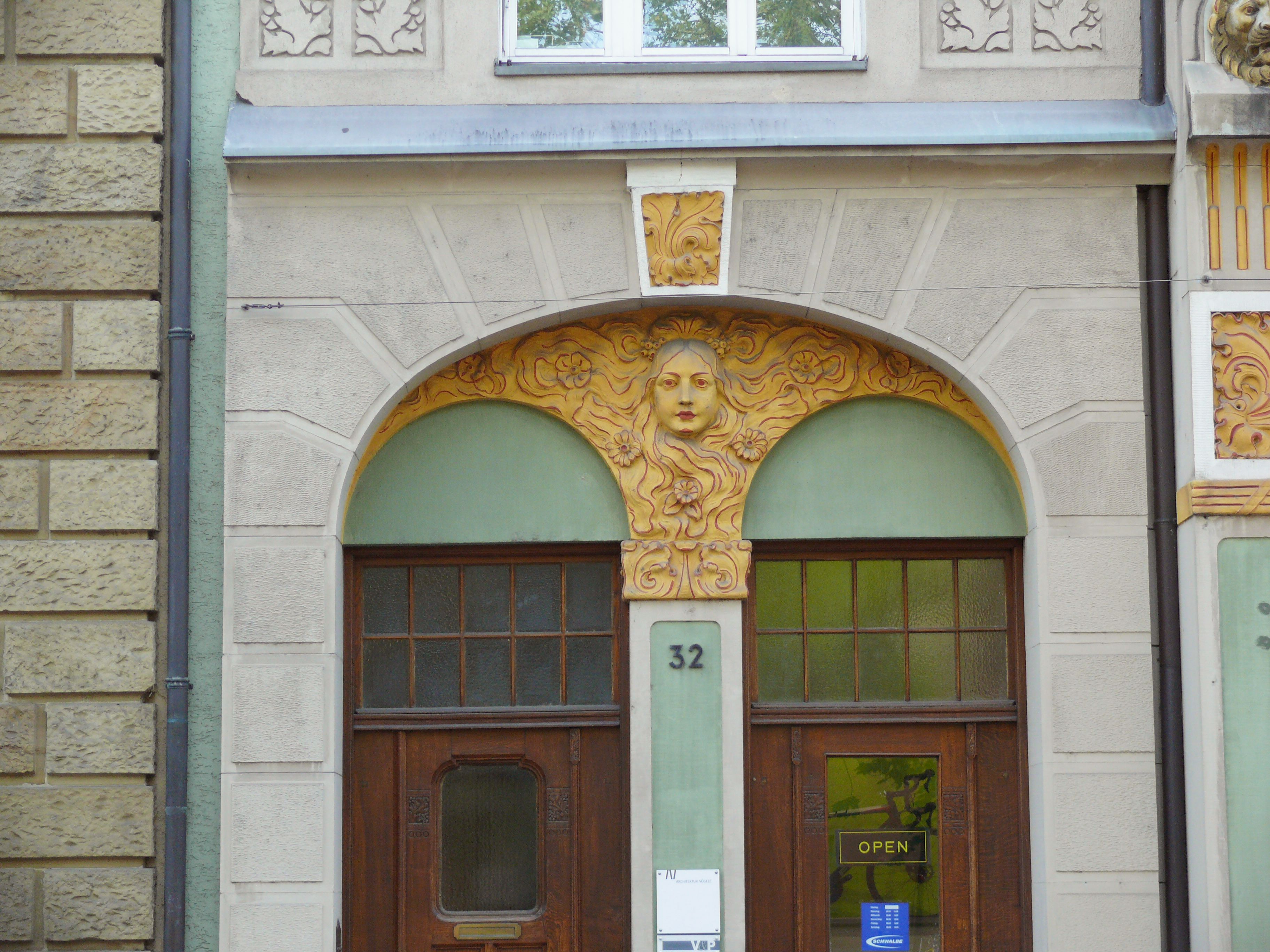
Haus Untere Laube 32 in Konstanz (1905)

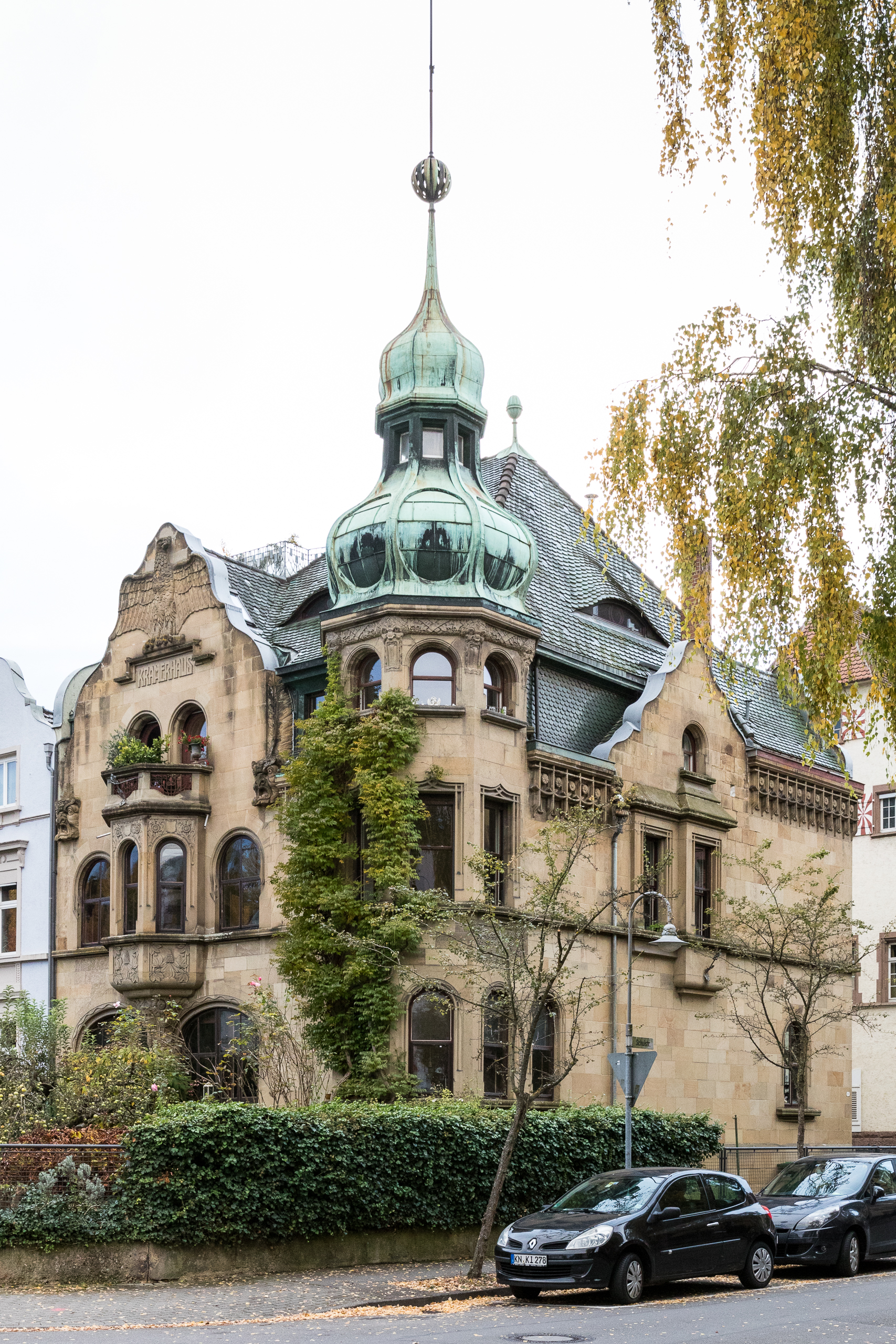
Kramerhaus, Schottenstraße in Konstanz

Johann (Hans) Christian Dahme (* 14. Juni 1875 in Aachen; † 23. September 1931 in Konstanz) war ein deutscher Architekt.

## Leben
Dahme war als freier Architekt tätig und arbeitete hauptsächlich als Fassadenplaner des Jugendstils, vornehmlich in Konstanz am Bodensee. Bis heute sind viele eindrucksvolle und prägende Bauten von Dahme im Stadtbild auffindbar. 
Er war verheiratet mit Elisabeth geb. Schätzle (1873–1940); aus der Ehe stammte eine Tochter.

## Projekte und Bauten (Auswahl)
- Haus Untere Laube 32 in Konstanz (1905)
- Sanierung Historisches Stadttor „Mühlentor“ in Bräunlingen (1906)[2]
- Umbau Villa Kramer (Kramerhaus) in der Schottenstraße in Konstanz (1906)[3]
- Haus Rosgartenstraße 16 in Konstanz (1907): Mehrere Fassadengestaltungen, insbesondere Jugendstilhaus mit Figuren am Giebel, erbaut 1907 von Hans Dahme[4]
- Haus Conrad-Gröber-Straße 6, Konstanz (1907)[5]
- Villa Neuhauser Straße 19 in Konstanz (1910)[6]